# Grand Staircase

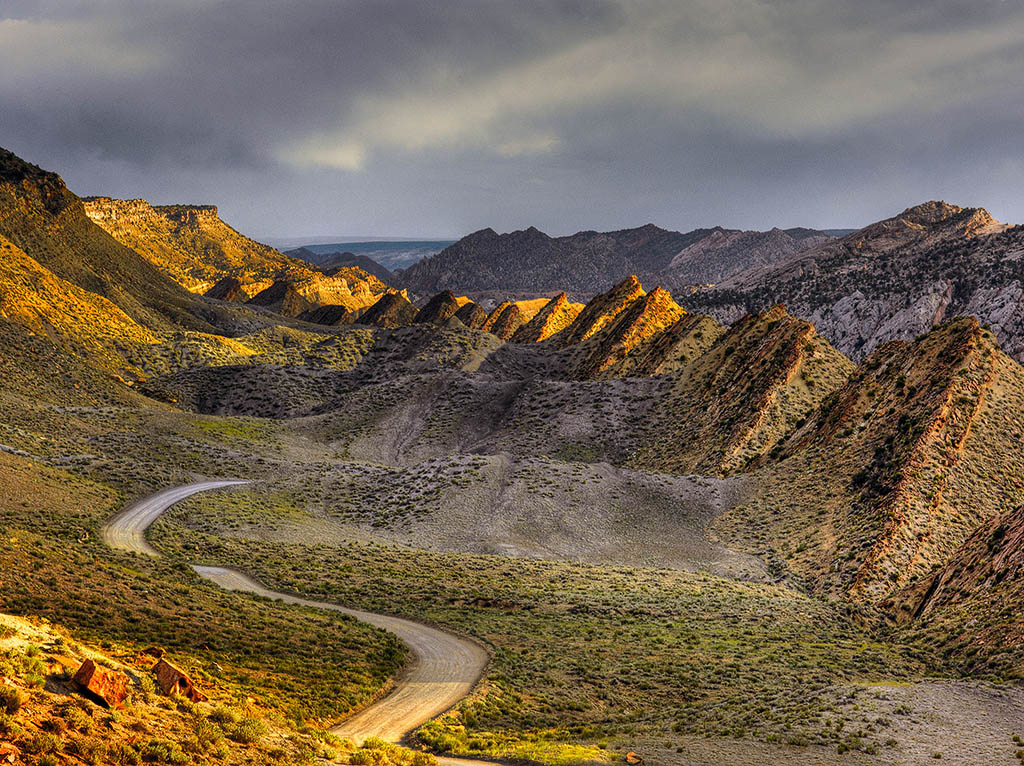
The Cockscomb et la Cottonwood Canyon Road.

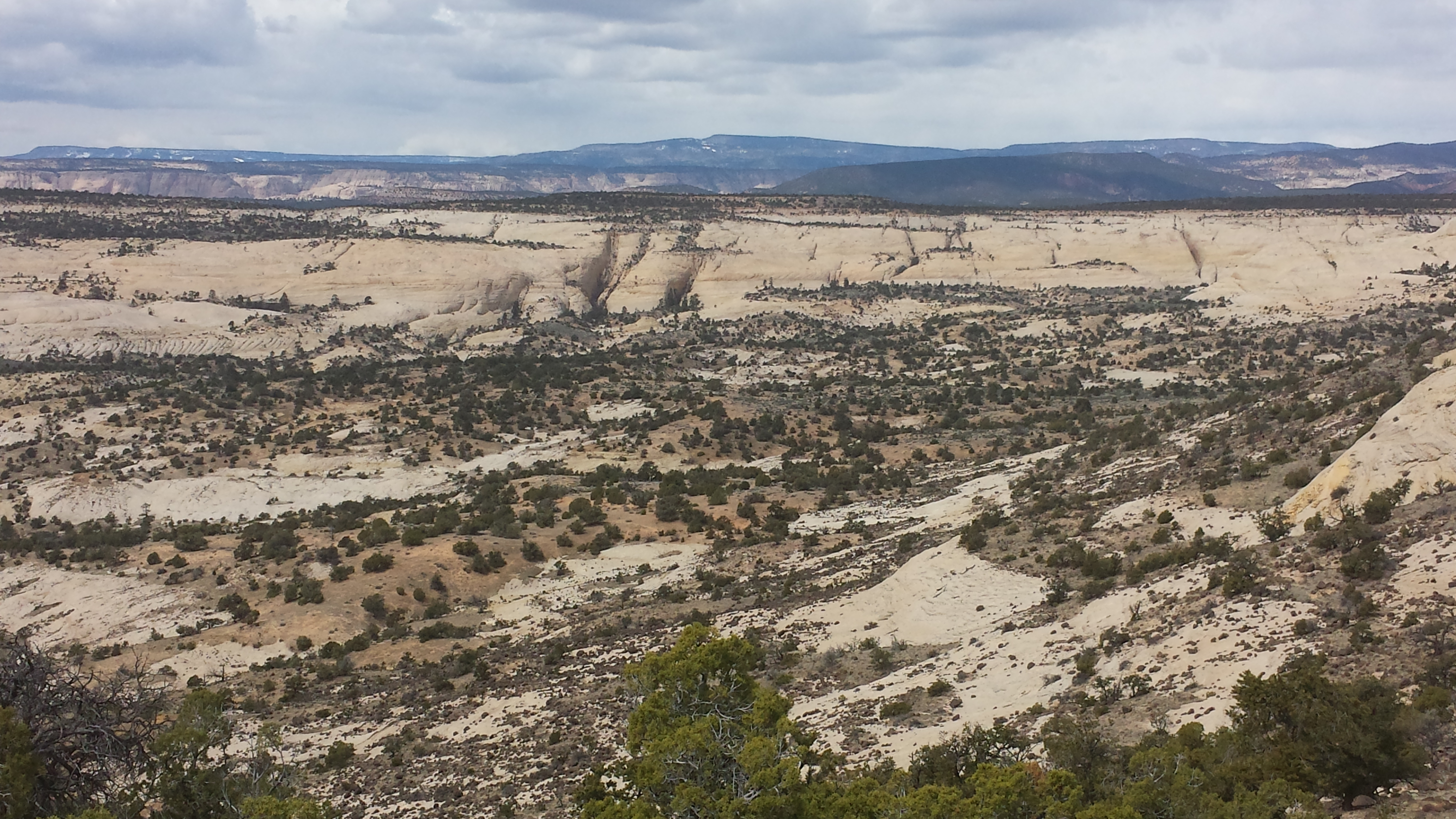
Le monument national de Grand Staircase-Escalante.

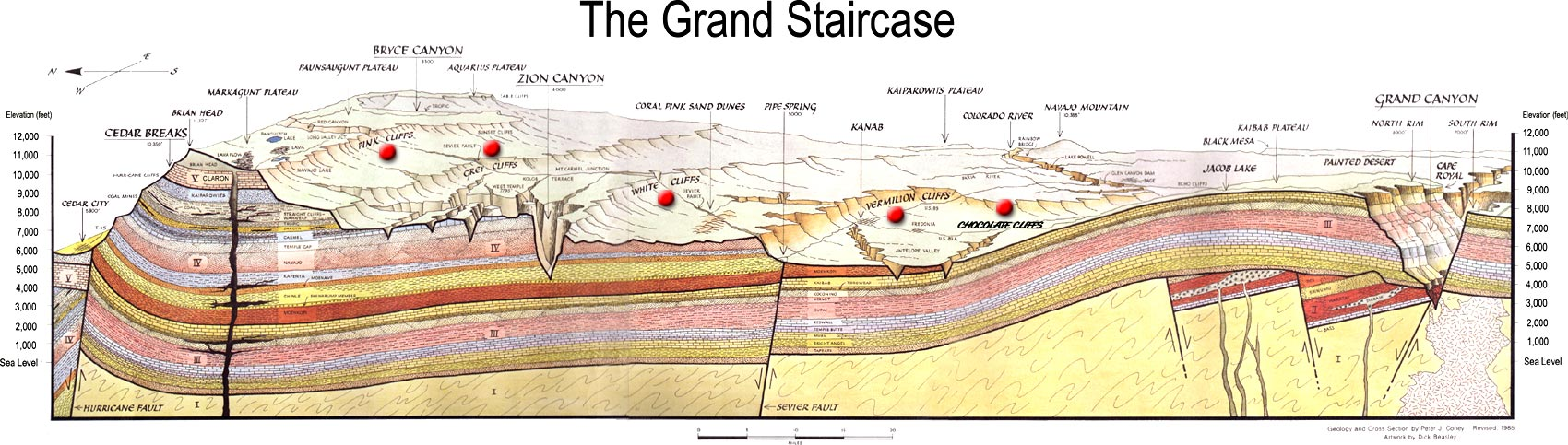
Le Grand Staircase. Les points rouges représentent de gauche à droite: Pink Cliffs, Grey Cliffs, White Cliffs, Vermilion Cliffs, Chocolate Cliffs.

Le Grand Staircase (littéralement « Grande cage d'escalier ») est le nom donné à un gigantesque empilement de couches géologiques composé de roches sédimentaires et visible dans le Sud-Ouest des États-Unis et plus particulièrement dans les parcs nationaux de Bryce Canyon, de Zion et du Grand Canyon, en Utah et Arizona. Les roches les plus anciennes ont plus de 2 milliards d'années tandis que les plus jeunes ont environ 40 millions d’années. 
C'est dans les années 1870 que le géologue Clarence Edward Dutton imagine le concept métaphorique de « Grande cage d'escalier ». La succession de couches géologiques donne en effet une impression de marches d’escaliers empilées les unes sur les autres. Dutton découpa cet empilement en cinq marches. La marche supérieure (la plus récente) se nomme Pink Cliffs (« Falaises roses »), la deuxième se nomme Grey Cliffs (« Falaises grises »), la troisième White Cliffs (« Falaises blanches »), la quatrième Vermilion Cliffs (« Falaises vermillon ») et la plus ancienne la Chocolate Cliffs (« Falaises chocolat »). Depuis, les géologues modernes ont découpé ces différentes couches en plusieurs formations géologiques.

## Géologie
Une grande partie des roches sédimentaires visibles dans le Grand Canyon sont âgées de 2 milliards d’années jusque 600 millions d’années. Les sédiments à la base de ces roches ont été déposés dans une mer chaude et peu profonde. On y dénombre près de 40 couches géologiques différentes. Au nord-est du Grand Canyon, dans le parc national de Zion, les roches visibles sont plus récentes. La formation la plus ancienne a environ 240 millions d’années. Encore plus au nord-est, dans le parc national de Bryce Canyon, les roches les plus anciennes ont environ 140 millions d’années. La couche géologique la plus ancienne de Bryce Canyon (dénommée grès du Dakota) est la même que la plus récente du parc de Zion. Toutes ces couches, issues de milieux marins ou fluviaux, ont été soulevées de 1 500 à 3 000 mètres il y a environ 65 millions d’années lors de l'orogenèse laramienne qui est à la base de la création plus à l’est de la chaîne des montagnes Rocheuses. Depuis, ces roches sédimentaires ont été soumises à l’érosion notamment dans le Grand Canyon ce qui permet de visualiser plus facilement les couches.
Cet empilement de formations géologiques permet aux géologues de mieux comprendre à quoi ressemblait la Terre dans cette région durant toute cette période. On pourrait comparer le Grand Staircase à un livre où les formations géologiques du Grand Canyon seraient les premières pages, celles de Zion raconteraient le milieu de l’histoire tandis que celles de Bryce Canyon conteraient les dernières lignes de l’histoire géologique de la région.

## Paléontologie
Dans les années 1880, de nombreux squelettes de dinosaures ont été découverts dans ces roches dans les régions du nord du Grand Staircase (Sud de l’État de l’Utah. Depuis, de nombreuses recherches ont été faites en vue de découvrir d’autres fossiles pour mettre au jour de nouvelles espèces dans d’autres couches géologiques.

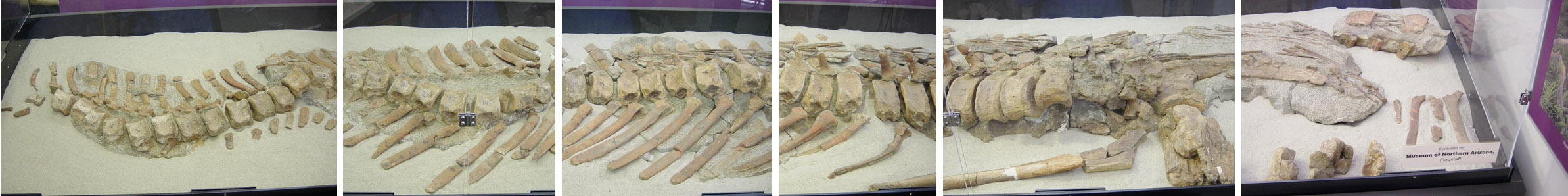
Squelette fossilisé d’un jeune hadrosaure,
visible dans le monument national de Grand Staircase-Escalante.